# Indigo Girls (album)
Indigo Girls è il secondo album in studio e la prima uscita importante del duo Indigo Girls (Amy Ray e Emily Saliers). È stato originariamente pubblicato nel 1989 su Epic Records. È stato ristampato e rimasterizzato nel 2000 con due tracce bonus.
L'album ha ricevuto ottime recensioni, è diventato oro dopo sei mesi e alla fine è diventato platino. Il duo è stato nominato per il miglior nuovo artista Grammy Awards (perdendo con Milli Vanilli), e ha vinto uno per la migliore registrazione folk contemporanea.
Michael Stipe ha cantato in "Kid Fears" e gli altri membri dei R.E.M. hanno eseguito "Tried to Be True". Inoltre, la band irlandese Hothouse Flowers ha supportato il duo su diverse tracce, in particolare "Closer to Fine". Il brano"Kid Fears" invece è stato interpretato da Benny (Ibarra) nel suo album del 1992 Hablame Como La Lluvia con testi in spagnolo.
"Closer to Fine" è una delle loro canzoni più frequentemente eseguite ed è spesso il brano di chiusura dei loro concerti.

## Tracce
1. Closer to Fine – 4:02 (Emily Saliers)
2. Secure Yourself – 3:35 (Amy Ray)
3. Kid Fears – 4:34 (Ray)
4. Prince of Darkness – 5:21 (Saliers)
5. Blood and Fire – 4:38 (Ray)
6. Tried to Be True – 2:59 (Ray)
7. Love's Recovery – 4:23 (Saliers)
8. Land of Canaan – 3:57 (Ray)
9. Center Stage – 4:46 (Ray)
10. History of Us – 5:27 (Saliers)